# ولف-هاینریش فون هلدورف
ولف-هاینریش گراف فون هلدورف (به آلمانی: Wolf-Heinrich Graf von Helldorf)‏ رئیس پلیس پوتسدام و برلین و از اعضای کودتای ۲۰ ژوئیه علیه هیتلر و حزب نازی بود.
او پسر یک اشرافزادهٔ زمین دار بود و در ۱۹۱۵ به عنوان ستوان در جنگ جهانی اول شرکت کرد. همچنین عضو مجلس پروس از ۱۹۲۴ تا ۱۹۲۸ بود و یک دورهٔ دیگر در ۱۹۳۲ هم انتخاب شد. در ۱۹۲۶ عضو حزب نازی شد. در ۱۹۳۱ به عضویت اس آ درآمد و به عنوان رهبر اس آ در برلین فعالیت می‌کرد در ۱۹۳۳ رهبری نیروهای اس اس در برلین و براندنبورگ را نیز برعهده گرفت. در همین زمان عضور رایشتاگ (مجلس آلمان) شد. در همان سال رئیس پلیس پوتسدام شد و در ۱۹۳۵ به‌طور هم زمان همین شغل را در برلین هم برعهده گرفت و آخرین دهه زندگی اش را به این کار مشغول بود. گفته می‌شود او یهودیان را بازداشت می‌کرده و بعد از دریافت رشوه‌ای هنگفت برای آن‌ها راه فراری مطمئن به خارج از المان تهیه می‌کرده‌است. این کار برای او قمار بزرگی بوده زیرار او دوست نزدیک دکتر ژوف گوبلس وزیر تبلیغات در دولت هیتلری بود.
از ۱۹۳۸ با گروه دسیسه گران ضد نازی در ارتباط بود و به ادعای هانس گسویوس (به آلمانی: Hans Gisevius) نقش مهمی هم در ان ایفا می‌کرد.
در کودتای ۲۰ ژوئیه ۱۹۴۴ او به افسران تحت امرش دو دستور داد اول علیه براندازیی که نظامیان در حال اجرای ان بودند کاری انجام ندهند و دوم بعد از سقوط حزب نازی با دولت جدید کودتاگران همکاری کنند.
اما بعد از شکست تلاش برای قتل هیتلر در قرارگاه لانه گرگ در پروس شرقی او در دادگاهی نمایشی دادگاه مردمی (به آلمانی: Volksgerichtshof) به ریاست رولاند فرایسلر بمرگ محکوم شد. هیتلر که از شرکت او در کودتا بسیار خشمگین بود دستور داد قبل از دار زدن او ابتدا بقیه افراد و همکارانش را دار بزنند و او را مجبور به نگاه کردن این صحنه کنند. هلدورف را در ۱۵ اوت ۱۹۴۴ در زندان پولتزنسی (به آلمانی: Plötzensee) به دار اویختند.